# 锡夫卡河 (德涅斯特河支流)

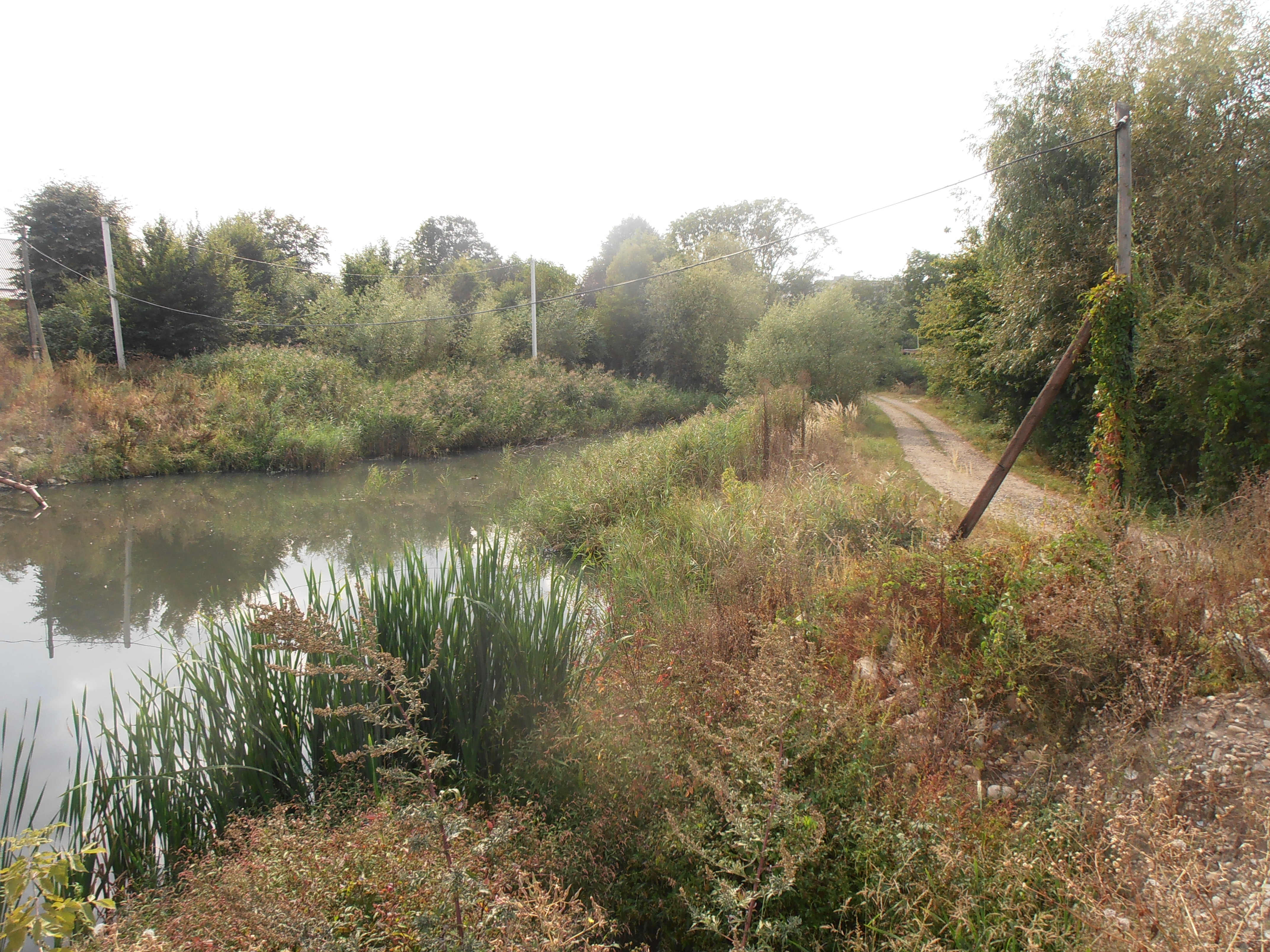
锡夫卡河

锡夫卡河（烏克蘭語：Сівка）是烏克蘭西部的河流，屬於德涅斯特河的支流，發源自多利納以南，流經伊萬諾-弗蘭科夫斯克州，河道全長79公里，流域面積595平方公里。